# Endostemon viscosus
Endostemon viscosus là một loài thực vật có hoa trong họ Hoa môi. Loài này được (Roth) M.R.Ashby mô tả khoa học đầu tiên năm 1936.